# 5740 Toutoumi
Az 5740 Toutoumi (ideiglenes jelöléssel 1989 WM3) a Naprendszer kisbolygóövében található aszteroida. Osima Josiaki fedezte fel 1989. november 29-én.